# 十三条命 (电影)
《十三条命》（英語：Thirteen Lives）是一部2022年美國傳記生存片，改編自泰國2018年的睡美人洞救援行動。電影由朗·霍華執導，威廉·尼克爾森編劇，維果·莫天森、柯林·法洛、喬爾·埃哲頓和湯姆·巴特曼主演。本片2022年7月29日在美國有限上映，同年8月5日上線Amazon Prime Video。

## 劇情
2018年6月23日，泰緬邊界的清萊美塞，足球隊少年和教練共十三人為了幫其中一名隊員慶生，進入當地睡美人洞探險，但突然季雨到來使整個鐘乳石洞穴遭水淹沒，導致十三人受困當中。他們的家人在洞口未能尋獲孩子們而向政府通報協助救援，泰國政府便派出海豹部隊展開搜救行動。清萊府府尹被部長要求指揮行動；超過十七個國家和五千名人員、志工投入搜救行動，與此同時，水利工程師特納·提斯利帶著志工在當地村民的幫忙下試圖引流山上的滲穴，阻止水繼續流往洞裡，但代價是得犧牲掉村民的作物。
熟悉當地的弗恩·昂斯沃思找來知名英國洞穴潛水員瑞克·史坦頓及約翰·瓦倫坦進入洞穴，但中途在洞中三叉戟處被迫折返。同時，退伍的沙曼·庫南自願前來協助海豹部隊。隨著雨勢未停，府尹不敢派任何人進洞中潛水。足球隊受困第九天，天氣放晴，迫於搜救進度緩慢和來自家屬及政府的壓力，府尹讓史坦頓和瓦倫坦再次進入洞穴，最後成功在洞穴深處找到足球隊。儘管，瓦倫坦答應他們隔天就會回來救人，但兩人都知道這才是困難的開始：十二名孩子無法撐過長達六至七小時的潛水，且洞中通道狹窄、能見度為零。缺乏有效方法期間，只能讓找來的潛水同伴克里斯·朱爾、傑森·馬林遜來幫忙。海豹部隊也成功見到足球隊並給予物資，但因花的時間過長而讓氧氣瓶器量不足，只好讓其中數人留下來陪足球隊。一日，庫南在運送物資途中因受困引導繩導致潛水設備受損，氣瓶氧量不足，被同伴救出後宣告不治。葬禮結束後，部長為此決定暫停任何人進入洞中潛水。
在無計可施的情況下，史坦頓找來善於潛水的麻醉醫生李察·哈利斯幫忙，以麻醉方式將足球隊在潛水過程中進入睡眠，當成「包裹」運出來。此計劃過於危險，哈利斯起初反對，但最終仍向府尹私下提議此建議，府尹決定瞞著家屬及外人同意此事。史坦頓、瓦倫坦、哈利斯、朱爾和馬林遜展開行動，雖然一天只能救出四人，且得瞞著外界，但計劃仍順利；其中瓦倫坦因一名孩子一度停止呼吸而感到不安。第十八天，季雨再次到來，水將淹沒整個洞穴，史坦頓決定今天就得救出剩餘四位少年及教練。朱爾在返回途中因找不到引導繩而停在中途，直到哈利斯接手他經手的孩子。最後，足球隊全員生還，陪伴的海豹部隊也順利游出，搜救人員及關注的外界集體歡呼。任務結束同時，哈利斯接獲了父親去世的消息，史坦頓和瓦倫坦等人接受家屬的感謝後各自回到家中。孩子們最後在醫院與父母相見，其中來自緬甸難民的孩子及家人獲得泰國公民身份。
片尾向去世的沙曼·庫南及行動中血液感染、治療仍宣告不治的泰國士官貝魯特·帕克巴拉致敬。

## 演员
- 維果·莫天森飾演瑞克·史坦頓
- 柯林·法洛飾演約翰·瓦倫坦
- 喬爾·埃哲頓飾演李察·哈利斯
- 湯姆·巴特曼飾演克里斯·朱爾（Chris Jewell）
- 苏格拉瓦·卡那诺飾演沙曼·庫南
- 提拉帕·薩扎顧飾演阿南·蘇拉旺上尉（Captain Anan Surawan）
- 沙哈雅克·波斯安基特（Sahajak Boonthanakit）飾演納龍薩克·奧薩塔納康
- 維他亞·潘斯林加姆（英语：Vithaya Pansringarm）飾演阿努蓬·保津達將軍
- 提拉東·蘇帕龐皮尤飾演艾卡豐·查他旺（Ekkaphon Chanthawong）
- 努弗恩·布艾（Nophand Boonyai）飾演特納·提斯利（Thanet Natisri）
- 保羅·葛利森（Paul Gleeson）飾演傑森·馬林遜（Jason Mallinson）
- 路易斯·費茲-傑拉德（英语：Lewis Fitz-Gerald）飾演弗恩·昂斯沃思（Vernon Unsworth）
- 甘比拉（英语：U Gambira）飾演古巴·汶春（英语：Phra Khuva Boonchum）

## 製作
據2020年4月報導，2018年睡美人洞救援行動改編電影由朗·霍華執導，威廉·尼克爾森受雇編寫劇本。米高梅在下個月取得電影版權。2021年3月，維果·莫天森、柯林·法洛和喬爾·埃哲頓加入演出陣容。電影2021年3月29日在澳大利亞展開主要拍攝；劇組也於泰國取景。班傑明·沃爾費許為電影原創配樂作曲。

## 發行
《十三条命》2022年7月29日在美國有限上映，同年8月5日上線Amazon Prime Video。本片原定2022年4月15日由聯藝電影安排全美院線上映，後延期至11月18日，以配合米高梅將本片為獎季進行試映會。但亞馬遜在3月收購了米高梅，導致5月變更了上映日。

## 反響
《十三條命》在影評界口碑正面居多。評論匯總網站爛番茄根據138條影評，本片獲得88%的新鮮度，均分7.30／10；共識評論：「《十三條命》在導演朗·霍華穩定掌舵下講述了令人難以置信的真實故事，更帶來了不算完美但仍扣人心弦的戲劇改編。」在Metacritic網站上根據40條評論，本片獲得66分，屬「普遍好評」。